# Niedermühle (Dirmstein)
Die Niedermühle in der rheinland-pfälzischen Ortsgemeinde Dirmstein war eine wassergetriebene Mühlenanlage am Eckbach. Sie wird heute als Hofgut genutzt und steht unter Denkmalschutz.

## Geographische Lage
Die Niedermühle steht auf einer Höhe von 101 m ü. NHN in der Gerolsheimer Str. 13 im Osten des Ortes am Rande des Niederdorfs und links des Eckbachs, der dort die Dirmsteiner Wohnbebauung verlässt. Östlich mündet von links der Floßbach. Westlich gegenüber erstreckte sich früher der Friedhof mit der ersten Pfarrkirche des Ortes, die St. Peter geweiht war.

## Anlage
Das weiträumige Anwesen aus dem 19. Jahrhundert gruppiert sich um einen rechtwinkligen Hof. Das heutige Walmdach-Wohnhaus steht an der Stelle des ersten Mühlengebäudes; es ist von der Straße zurückgesetzt und durch eine halbhohe Mauer von ihr getrennt. Die spätklassizistische Putzfassade mit hausteingerahmten Stichbogenfenstern ist durch Lisenen in drei Abschnitte geteilt. Der Kniestock zeigt über jedem Fenster eine querrechteckige Öffnung. Die Fensterteilung wurde nachträglich erneuert, die Holzklappläden sind zum Teil erhalten. Das Erdgeschoss ist durch einen Mittelflur geteilt, nach oben führt eine Holztreppe mit Gusseisengeländer. Unter dem Gebäude breitet sich ein Gewölbekeller aus, der aus zwei parallelen Tonnen besteht. Unter den Wirtschaftsgebäuden hervorzuheben ist die große Scheune rechts des Hofes, die über drei durch Backsteinmauerwerk eingefasste Stichbogentore verfügt.

## Baugeschichte
Die ursprünglich mit drei Mahlgängen sowie einem Schrotgang ausgestattete Mühle bestand bereits im Mittelalter. Sie arbeitete mit unterschlächtigen Wasserrädern. Diese reichten also angesichts des flachen Geländes nach unten in die Strömung und wurden nicht über Stauweiher und Kanal von oben – oberschlächtig – mit Wasser versorgt.
Nachdem das Hauptgebäude baufällig geworden war, wurde es in der Mitte des 19. Jahrhunderts abgetragen und 1857 durch Christian Janson und seinen Sohn Jakob als Hofgut neu errichtet. Die Wirtschaftsgebäude wurden 1882/83 durch den Enkel Jakob II. Janson erneuert.
Die größte Scheune brannte in der Nacht vom 25. auf den 26. Mai 2009 nach einem Blitzeinschlag, der gegen 4 Uhr erfolgte, völlig aus; auch das Dach des Haupthauses wurde in Mitleidenschaft gezogen. Den Gesamtschaden schätzte die Feuerwehr, die mit 60 Leuten im Einsatz war, auf 400.000 €.